# 유럽 고속도로 841호선
유럽 고속도로 841호선(European route E841)은 이탈리아의 아벨리노와 살레르노를 이어주는 B-클래스급 간선도로로, 총 연장은 38km이다.

## 주요 경유지
- 이탈리아
  - 아벨리노 : 유럽 고속도로 842호선
  - 살레르노 : 유럽 고속도로 45호선